# Gouffier de Lastours
Pour les articles homonymes, voir Lastours (homonymie).
Gouffier de Lastours (dit également Goufier, Golfier, Gulpher) est un chevalier limousin qui participa à la première croisade. Il est le seigneur de Lastours, Hautefort et Pompadour.

## Biographie

### Origines
La date de naissance de Gouffier n'est pas connue, mais sûrement vers 1075. Membre de la famille de Lastours, il était fils de Gui Ier de Lastours et Agnès, la sœur du seigneur de Chambon-Sainte-Valérie. Il avait deux frères, Gui II et Gérald,. Accompagné par ses frères, il fit don du terrain à l'abbaye de Beaulieu entre 1062 et 1072, en échange de messes à dire pour l'âme de leur père décédé.

### La première croisade
Gouffier, après avoir entendu, le 23 décembre 1095, Urbain II prêcher la croisade à Limoges, participe, avec ses frères, à la première croisade, dans l'armée de leur suzerain Raimond IV de Toulouse, et celle du légat papal Adhémar de Monteil.
Les comptes-rendus des actes de Gouffier au début de la croisade sont un peu douteux. Il est censé s'être distingué au siège de Nicée en 1097. Par la suite, pour traverser l'Anatolie, l'armée croisée se sépare en deux groupes. Selon la légende, Gouffier faisait partie du groupe qui est pris en embuscade à la bataille de Dorylée le 1er juillet 1097. Selon cette version, lors de cette embuscade, Gouffier est envoyé chercher le secours de la seconde armée, qui, avec Godefroy de Bouillon, arrive juste à temps pour vaincre les Turcs. Cependant, il est plus probable que Gouffier fait déjà partie de l'armée plus grande, avec Godefroy et son propre seigneur Raimond IV.
Au siège d'Antioche, Gouffier fait le blocus de la sortie de la ville à travers le Mont-Silpius. Dans un autre récit, les croisés ayant construit un pont en bateaux à travers l'Oronte, Gouffier le traverse à cheval et tue trois Turcs qui se tenaient en embuscade à l'autre côté. Quelques jours plus tard Gouffier tue un émir, et en capture le cheval. Au cours d'une autre escarmouche, il sauve la vie de Raimond IV, tuant quinze Turcs, cassant toutes ses armes et son bouclier.
En 1098, Antioche tombe aux mains des croisés, qui, ensuite, lèvent un contre-siège des Turcs. À partir de ces événements, les actes de Gouffier sont notés par des témoins oculaires, et passent donc pour réalité. Il fait partie de la capture de Talamania (peut-être Al Bara), et il contribue fortement au siège de Marra en décembre 1098. Le soir du 11 décembre il est le premier à monter les remparts de Marra, suivi par tant d'autres croisés que l'escalier se casse sous leur poids.
Les croisés assiègent Jérusalem en juillet 1099, et prenne la ville le 15 juillet. Gouffier accompagne Raimond IV et pourchasse les musulmans jusqu'à la Tour de David jusqu'à leur reddition.
La légende s'empare de nouveau de Gouffier. Il est censé avoir sauvé un lion de l'attaque d'un serpent. Le lion le suit alors partout, même en bataille. Quand Gouffier part vers Europe en bateau, les matelots ayant peur du lion l'empêchent de monter à bord. Le lion nage derrière le bateau et se noie.
Après son retour à Lastours, Gouffier fait don de cinq étendards musulmans à l'abbaye Saint-Martial de Limoges. Il fait également don de tapisseries au château d'Arnac-Pompadour. Son frère Gui meurt lors de la croisade, mais en 1114 Gouffier et son autre frère, Gérard, font don d'un terrain à Géraud de Salles pour fonder l'Abbaye de Dalon. La mention la plus tardive de Gouffier se trouve vers 1126. Il est alors noté châtelain d'Hautefort. La date de sa mort n'est pas connue, une plate tombe à son effigie est visible dans l'église du Chalard, une autre dalle funéraire se trouve dans la salle capitulaire du prieuré du Chalard, datant de la fin du XIIIe siècle ou début XIVe siècle elle pourrait avoir regroupé les restes de plusieurs descendants de Gouffier de Lastours.
Gouffier est censé être intervenu en faveur d'une reine de France, accusée d'adultère. Gouffier vainc l'accusateur en combat singulier, ce qui lui conférera le droit de porter la fleur de lis sur ses armoires.

## Famille
Gouffier épouse Agnès, la fille de Ranulf d'Aubusson. Sa dot est le château de Gimel. Ils ont quatre enfants, Gouffier, Olivier, Gui et Hermangarde. Gouffier, l'aîné, est mortellement blessé dans un combat près de Limoges. Gui meurt à Jérusalem au cours de la deuxième croisade. Olivier a une fille, Agnès, qui épouse Constantin de Born, frère de Bertran de Born, illustre troubadour. Enfin, Hermangarde aurait été mariée à Bertran de Born, le père de Constantin et Bertran.

## Gouffier en littérature
Gouffier fut un célèbre chevalier limousin à la première croisade. Ses actes de bravoure au siège d'Antioche et lors de la prise de Jérusalem sont bien connus, car ils sont relevés par les témoins Raymond d'Aguilers, Pierre Tudebode, et l'auteur des Gesta Francorum (qui suivait Bohémond de Tarente avant de rejoindre Raymond de Toulouse après le siège d'Antioche).
Ses exploits précédents sont moins certains. Évidemment il y avait un poème occitan, la Canso d'Antioca (en), à propos de Gouffier, écrite par Grégoire de Béchade, dont le commanditaire fut peut-être Gouffier lui-même. On peut supposer aussi que Grégoire eut Gouffier pour source sur la croisade, mais le texte original ne subsiste plus que de façon fragmentaire. Cependant, il eut une influence sur la composition du Gran Conquista de Ultramar (es) castilien, qui note les actes de Gouffier à Nicée, Dorylée, et Antioche. Le poème eut également une influence sur le troubadour Uc de Pena (en), qui fit mention de Gouffier en tant que messager à Dorylée.
Il est vraisemblable que les légendes du chevalier au lion et de la reine de France furent élaborées après la rédaction du poème de Grégoire de Béchade. La légende de la reine est très tardive et datée du XVIe siècle. Celle du lion apparut pour la première fois à la fin du XIIe siècle, ayant été ajouté à la fin de la chronique de Geoffroy de Vigeois, peut-être vers 1200. L'histoire légendaire de Gouffier de Lastours, « le chevalier au lion », ressemble fortement au Yvain ou le Chevalier au lion de Chrétien de Troyes.